# (2385) Mustel
(2385) Mustel es un asteroide perteneciente al cinturón de asteroides, descubierto el 11 de noviembre de 1969 por la astrónoma soviética Liudmila Chernyj desde el Observatorio Astrofísico de Crimea.

## Designación y nombre
Designado provisionalmente como 1969 VW. Fue nombrado Mustel en honor al astrónomo soviético Ewald Rudolfovich Muster.